# Plögerei
Der Begriff Plögerei bezeichnet im Ostwestfälischen einen Zusammenschluss von mehreren „Pflügereien“ (Bauernhöfe) zu einem Ort. 
Diese Bezeichnung lässt sich auf das 16. Jahrhundert zurückführen. Im Bereich des heutigen Kreisgebietes Herford erscheint im  Ortsteil Valdorf der Stadt Vlotho erstmals das Wort „Plögerei“ als ein Zusammenschluss mehrerer Höfe zu einem Ort. Vorher lose, nicht zusammengeschlossene Bauernhöfe, deren vorherige Ortsbestimmung primär durch Familiennamen und Wegbeschreibung resultierte, wurden organisatorisch zusammengefasst und eine Ortschaft benannt und begründet. 
Der Begriff „Plögerei“ lässt sich grammatikalisch, nach Wilmanns, Grammatik II § 287, auf die folgenden Nomina Agentis auf -aere zurückführen, was der norddeutschen Berufsbezeichnung, mündlich „plöger“ oder auch „plüger“, hochdeutsch „Pflüger“ entspricht. Norddeutsch „Plög“ entspricht dem hochdeutschen Begriff Pflug.